# Katja Garmasch
Katja Garmasch (* im 20. Jahrhundert) ist eine Journalistin, Comedian und Autorin. Bekannt ist sie unter anderem durch ihre Rolle als russische Austauschreporterin „Katja Kreml“ in der Satiresendung extra 3.

## Leben und Werdegang
Garmasch ist im usbekischen Teil der Sowjetunion geboren und hat ukrainische und belarussische Wurzeln. Sie ist in Taschkent aufgewachsen. Nach Deutschland kam sie mit 15 Jahren. Sie hat ein journalistisches Volontariat beim WDR absolviert. Sie hat als Redakteurin, Autorin und Reporterin bei COSMO Radio, WDR 5, 1 Live, Frau tv, Monitor und beim Intro-Magazin gearbeitet. Garmasch hat einen Sohn.

## Auszeichnungen
- Axel-Springer-Preis für junge Journalisten in der Kategorie Hörfunk, 2. Preis für Ausflug in die Todeszone – Tschernobyl-Tourismus in der Ukraine auf 1Live, gesendet am 5. April 2011[4]
- Journalistenpreis 2015 der Arbeiterwohlfahrt Bezirksverband Mittelrhein e.V. für „Mein Block - Chorweiler“, WDR/1Live[5]
- Rocco-Clein-Preis für Musikjournalismus 2015 für Reportage/Feature „Kiew – Tag und Nacht“ im Magazin INTRO Ausgabe 231[6]